# Bathypluta
Bathypluta is een geslacht van vlinders van de familie bladrollers (Tortricidae), uit de onderfamilie Tortricinae.

## Soorten
- B. metoeca Diakonoff, 1950
- B. sulawesiensis Kawabe, 1993
- B. triphaenella (Snellen, 1903)